# Bankovac
Bankovac (cyr. Банковац) – wieś w Serbii, w okręgu niszawskim, w gminie Aleksinac. W 2011 roku liczyła 151 mieszkańców.